# Hjalmar Hagelstam
Hjalmar Hagelstam, född 13 april 1899 i Hyvinge, död 4 september 1941 på Karelska näset, var en finländsk målare och grafiker.
Hagelstam besökte 1918–1923 Helsingfors universitets ritsal och 1922–1923 Finska konstföreningens ritskola. Fortsatta studier bedrev han i Paris 1923–1927 och debuterade där 1925.
Hagelstam målade färgrika landskap samt blomster- och figurmotiv. Han blev på 1930-talet känd som metallgrafiker och verkade även som illustratör, reklam- och skämttecknare (sign. Hageli) samt scenograf och konstkritiker. 1938–1940 undervisade han vid Fria konstskolan i Helsingfors. Han stupade i början av fortsättningskriget.